# هوچوانگ
هوچوانگ (به لاتین: Hochwang) یک کوه در سوئیس است که در کانتون گراوبوندن واقع شده‌است. هوچوانگ ۲٬۵۳۴ متر بالاتر از سطح دریا واقع شده‌است.